# NGC 2821
NGC 2821 is een balkspiraalstelsel in het sterrenbeeld Kompas. Het hemelobject werd op 26 maart 1835 ontdekt door de Engelse astronoom John Herschel.

## Synoniemen
- ESO 497-34
- MCG -4-22-7
- IRAS09145-2636
- PGC 26192